# 林奇科
林奇科（學名：Lynchellidae）是叶咽纲齒管目之下一個纤毛虫的科，由Jankowski於1968年描述。

## 分類
根據WoRMS紀錄，本科包括下列五個屬：
- Atopochilodon Kahl, 1933
- Chlamydonella（英语：Chlamydonella） Petz, Song & Wilbert, 1995
- Chlamydonellopsis Blatterer & Foissner, 1990
- Coeloperix Gong & Song, 2004
- 林奇屬 Lynchella Kahl in Jankowski, 1968

## 外部連結
- 維基物種上的相關：林奇科